# Zadok the Priest

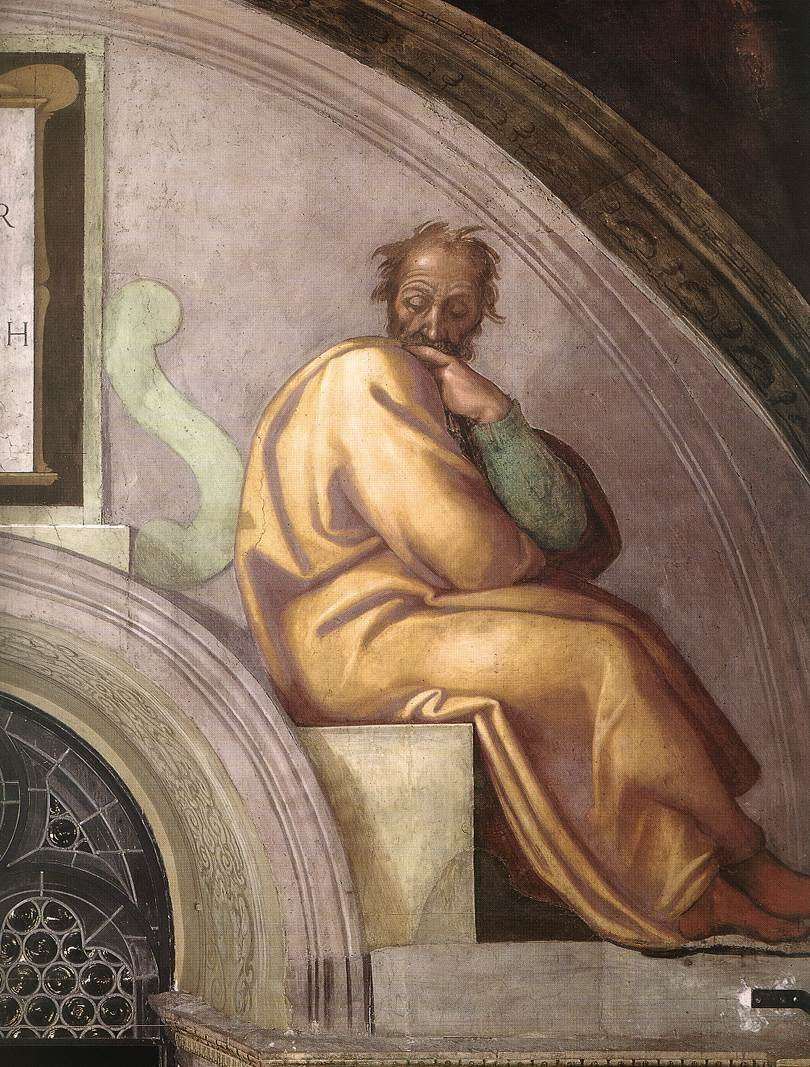
Afresco de Zadoque, por Michelângelo

Zadok the Priest ou Zadoque, o Sacerdote em português (HWV 258), é um hino de coroação composto por George Frideric Handel usando textos da Bíblia do Rei Jaime. É um dos quatro Hinos de Coroação que Handel compôs para coroação de Jorge II do Reino Unido em 1727, tendo sido executado nas coroações britânicas desde então. São tracionalmente executadas durante a unção do soberano.

## Texto
Embora parte tradicional das coroações britâncias, os textos dos quatro hinos foram uma escolha pessoal de Handel dos arquivos da coroação de  Jaime II de Inglaterra em 1685. A letra é derivada da passagem biblíca da unção de Salomão. As palavras eram usadas nas coroações inglesas, e depois nas grã-bretãs.

### Letra completa
Após o Livro dos Reis 1:38–40
Zadok the Priest, and Nathan the Prophet anointed Solomon King.
And all the people rejoic'd, and said:
God save the King! Long live the King!
May the King live for ever,
Amen, Allelujah.

## Estrutura
Zadoque, o sacerdote  é escrito para SS - AA - T - BB, coro e orquestra (dois oboés, dois fagotes, três trompetes, tímpano, cordas, contínuo). A música prepara uma surpresa na sua introdução orquestral através do uso de camadas de texturas estáticas de cordas suaves, seguido por um súbito despertar de uma entrada forte tutti, acrescido de três trombetas.